# Anna Forcke
Anna Forcke (* 24. Februar 1836 in Wittingen; † 10. Oktober 1904 in Hannover) war eine deutsche Diakonisse und als Oberin Leiterin des Krankenhauses Henriettenstift.

## Leben
Anna Forcke wurde am 9. November 1863 in Hannover als Krankenschwester auf Probe im Henriettenstift aufgenommen. Gut eineinhalb Jahre später wurde sie am 16. März 1865 zum Amt der Diakonisse eingesegnet. Kaum ein Jahr später wurde sie – als Nachfolgerin von Emmy Danckwerts, die im April 1865 gestorben war – am 15. Februar 1866 als Oberin des Stiftes eingeführt. Seitdem leitete Anna Forcke das Stift in enger Zusammenarbeit mit dem Vorsteher und Pastor Johann Samuel Büttner.
Nachdem ab 1872 die Tochteranstalt Bethesda in Hannover-Kirchrode unter der Leitung von Anna Forcke ausgebaut worden war, siedelte die Oberin – bald 35 Jahre nach ihrem Eintritt in das Henriettenstift – 1898 über in die Tochteranstalt, die sie bis zu ihrem Tode 1904 leitete.

## Ehrungen
Ein von 1908 bis 1991 betriebenes Wohnheim für alte oder kranke Schwestern der Henriettenstiftung in Barsinghausen trägt den Namen Anna-Forcke-Stift.
Nachdem der Rat der Stadt Hannover 1999 beschlossen hatte, neue Straßen überwiegend nach Frauen zu benennen, die in der Geschichte der Stadt eine bedeutende Rolle gespielt haben, wurde im August 2011 eine Broschüre herausgegeben, die Angaben über bisherige Straßenbenennungen nach weiblichen Persönlichkeiten gibt und eine Reihe von Personen listet, nach denen zukünftig Straßenbenennungen erfolgen sollten. Unter letzteren ist auch eine Kurzbiographie zu Anna Forcke enthalten.